# Paolo Marella
Paolo Marella (Roma, 25 de enero de 1895-Ibidem, 15 de octubre de 1984) fue un cardenal católico italiano.

## Biografía
Nació en Roma, el 25 de enero de 1895. Sus padres fueron Luigi Marella y Vincenza Baldoni.
El 30 de octubre de 1933 fue nombrado delegado apostólico en Japón, en un momento especialmente delicado para la Iglesia local. La Iglesia Católica experimentó el efecto de la nueva ley en septiembre de 1940, cuando el Ministerio de Educación ordenó una reforma de las comunidades religiosas. Durante mucho tiempo, la propaganda estatal había creado un clima en el que se consideraba intolerable que los extranjeros ocuparan puestos directivos en una iglesia, como todavía ocurría a gran escala en la Iglesia católica. Para evitar el peligro de una persecución severa, el arzobispo Marella convenció a todos los ordinarios extranjeros de la necesidad de que entregaran la dirección al clero japonés para salvar la Iglesia. Todos ellos entregaron sus renuncias a la Santa Sede. Este los aceptó e inmediatamente cubrió los puestos vacantes con ordinarios japoneses, quienes inicialmente administraron las diócesis y prefecturas solo como administradores. Los obispos permanecieron a su lado como vicarios generales o consejeros. Asimismo, los directores de las escuelas católicas transfirieron la dirección a los sacerdotes japoneses.
El 27 de octubre de 1948 fue trasladado a la delegación apostólica de Australia, Nueva Zelanda y Oceanía.
El 15 de abril de 1953 sucedió a Angelo Giuseppe Roncalli, nombrado cardenal y patriarca de Venecia, como nuncio apostólico en Francia, cargo que ocupó hasta que su propio predecesor en la nunciatura de Francia, que se convirtió en Papa con el nombre de Juan XXIII, lo elevó al grado de cardenal en el consistorio del 14 de diciembre de 1959; el 31 de marzo de 1960 siguiente se le asignó el título de Sant'Andrea delle Fratte, recién establecido.
El 14 de agosto de 1961 se convirtió en arcipreste de la Basílica Vaticana y prefecto de la Congregación de la Fábrica de San Pedro, cargo que ocupó hasta la supresión de la propia congregación el 15 de agosto de 1967, cuando fue confirmado al frente de la Fábrica pero con el cargo de presidente. El 8 de febrero de 1983 dimitió por haber alcanzado el límite de edad, quedando presidente emérito.
Participó en el cónclave de 1963 que eligió a Pablo VI. Desde el 19 de mayo de 1964 fue también presidente del Secretariado para los no cristianos, recién creado por el Papa Pablo VI; permaneció al frente del dicasterio hasta el 26 de febrero de 1973.
El 15 de marzo de 1972 fue ascendido a cardenal obispo de Oporto y Santa Rufina y desde el 12 de diciembre de 1977 ocupó el cargo de subdecano del Colegio Cardenalicio.
Murió el 15 de octubre de 1984 a la edad de 89 años en su residencia romana. El funeral, presidido por el Papa Juan Pablo II, se celebró en el altar de la Cátedra de la Basílica de San Pedro en el Vaticano el 18 de octubre siguiente. Fue enterrado en el cementerio de Verano.

## Distinciones
Orden al Mérito de la República Italiana - Cavaliere di Gran Croce dell'Ordine al merito della Repubblica Italiana.